# WRAM
WRAM (англ. Window Random Access Memory, произносится «дабл-ю-рэм») — «оконное» ОЗУ. Является схемотехническим развитием памяти VRAM — в этой разновидности памяти добавлены электронные логические схемы, ускоряющие общие видеофункции, такие как перенос битовых блоков (англ. bit-block transfer, bitblt) и заполнение по шаблону (англ. pattern fill). По стоимости WRAM близка к VRAM, но может заметно повысить скорость работы некоторых графических приложений, например воспроизведения видео или компьютерной анимации. Разработана компанией Samsung Electronics, которая заявила, что WRAM позволяет развивать скорость передачи данных до 640 Мбайт/с (что на 50 % превышает показатели VRAM), при этом устройства WRAM стоят дешевле, чем их VRAM-аналоги. В результате нескольких лет эксплуатации технология WRAM подверглась тщательному анализу и в видеосистемах уступила памяти типа SDRAM. Разработана Samsung Corp. Первая карта c WRAM — Matrox MGA Millenium (1995 год). WRAM был использован также в видеокарте Millennium II (1997 год).